# 은주 (전한)
은주(殷周, ? ~ ?)는 전한 중기의 관료이다.

## 행적
태초 원년(기원전 104), 좌풍익에 임명되었다.

## 평가
사마천은 《사기》에서 은주를 두고 경조윤 무기와 함께 독사와 맹금처럼 잔인한 자라고 평하였다.

## 출전
- 사마천, 《사기》 권122 혹리열전(酷吏列傳)
- 반고, 《한서》 권19하 백관공경표(百官公卿表) 下

| 전임 (좌내사) 감선 | 전한의 좌풍익 기원전 104년 ~ 기원전 97년? | 후임 한불해 |